# Ponto-cruz

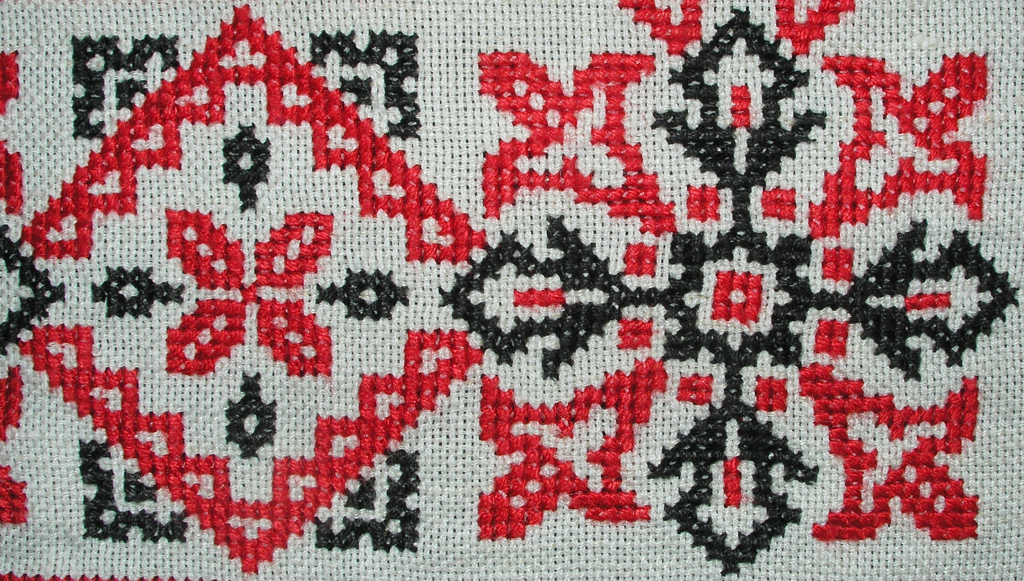
Detalhe de padrão floral de algodão. Pano de chá (pequena toalha de mesa), Hungria, em meados do século XX

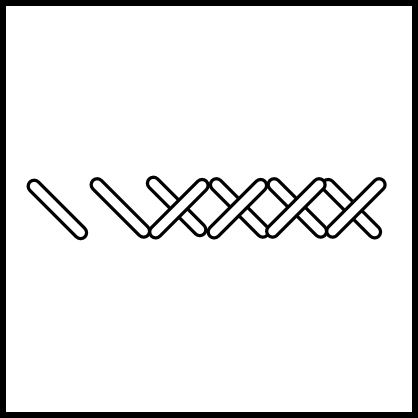
Padrão do ponto-cruz

Ponto-cruz ou ponto de cruz é uma forma popular de bordado em fios contados na qual os pontos têm formato de “X”. O artista conta as linhas da trama do tecido que deve ter a trama uniforme (como o tecido de linho) em cada direção, de modo que os pontos fiquem de tamanho e aparência uniformes. Essa forma de ponto-cruz é também chamado “ponto-cruz contato”, a fim de distingui-lo de outras formas de ponto-cruz. 
Por vezes, o ponto-cruz é feito sobre desenhos impressos no tecido; o artista simplesmente faz os pontos sobre o padrão impresso. O ponto-cruz também é executado facilmente em um tecido de fios contados, de modo que as tramas do tecido não precisam ser contadas de fato.

## História
O ponto-cruz é a mais antiga forma de bordado e pode ser encontrado em todo o mundo. Muitos museus mostram exemplos de roupas decoradas com ponto-cruz, especialmente Europa continental, Ásia e Leste e Europa Central.
Os motivos multicoloridos e sombreados como conhecemos hoje são um desenvolvimento relativamente moderno, decorrente de padrões sombreados semelhantes de trabalhos em lã de meados do século XIX em Berlim. Além de desenhos criados expressamente para o ponto-cruz, existem softwares que convertem uma imagem, pintura, ilustração ou fotografia em um gráfico adequado para bordar. Um exemplo impressionante está na reprodução em ponto-cruz da pintura da Capela Sistina mapeada e executada por Joanna Lopianowski-Roberts.
Atualmente, o fio de algodão é a linha de bordar mais comum. Tal fio é um fio de algodão mercerizado, composto por seis fios que são levemente torcidos juntos e facilmente separáveis. Embora existam outros fabricantes, as duas mais comuns (e mais antigas) são DMC e Anchor, ambas fabricam fios de bordar desde 1800.

## Tendências
Ponto-cruz tornou-se cada vez mais popular com a geração mais jovem do Reino Unido nos últimos anos. A Grande Recessão tem visto uma renovação do interesse em artesanato. Varejistas tais como a empresa John Lewis notaram um aumento de 17% de vendas de produtos entre 2009 e 2010. A Hobbycraft, uma cadeia de lojas de venda de materiais para artesanato, também tiveram um aumento de 11% nas vendas em relação ao ano passado.
O Tricô e ponto-cruz tornaram-se passatempos mais populares para um mercado de jovens, em contraste com a tradicional reputação de ser um hobby de aposentados.